# Mansergh Wall
Die Mansergh Wall ist ein vereistes und 6 km langes Kliff in der antarktischen Ross Dependency. In den Churchill Mountains ragt es in ost-westlicher Ausrichtung zwischen dem Mansergh-Schneefeld und dem Kopfende des Errant-Gletschers auf. Das 1600 m hohe Kliff bildet einen Teil der Wasserscheide zwischen dem nach Norden fließenden System des Starshot-Gletschers einschließlich des Mansergh-Schneefeldes und dem System des Nimrod-Gletschers einschließlich des nach Süden fließenden Errant-Gletschers.
Das Advisory Committee on Antarctic Names benannte das Kliff 2003 in Anlehnung an die Benennung des gleichnamigen Schneefelds. Dessen Namensgeber ist Dennis Mansergh von der University of Auckland, Geologe bei der von 1964 bis 1965 durchgeführten Kampagne im Rahmen der New Zealand Geological Survey Antarctic Expedition.